# تشارلز إم. وليامز
تشارلز إم. وليامز (بالإنجليزية: Charles M. Williams) هو ضابط أمريكي، ولد في 20 أبريل 1917 في رومني في الولايات المتحدة، وتوفي في 17 نوفمبر 2011 في نيدهام في الولايات المتحدة بسبب قصور القلب.